# Rudolf Ernst Brünnow

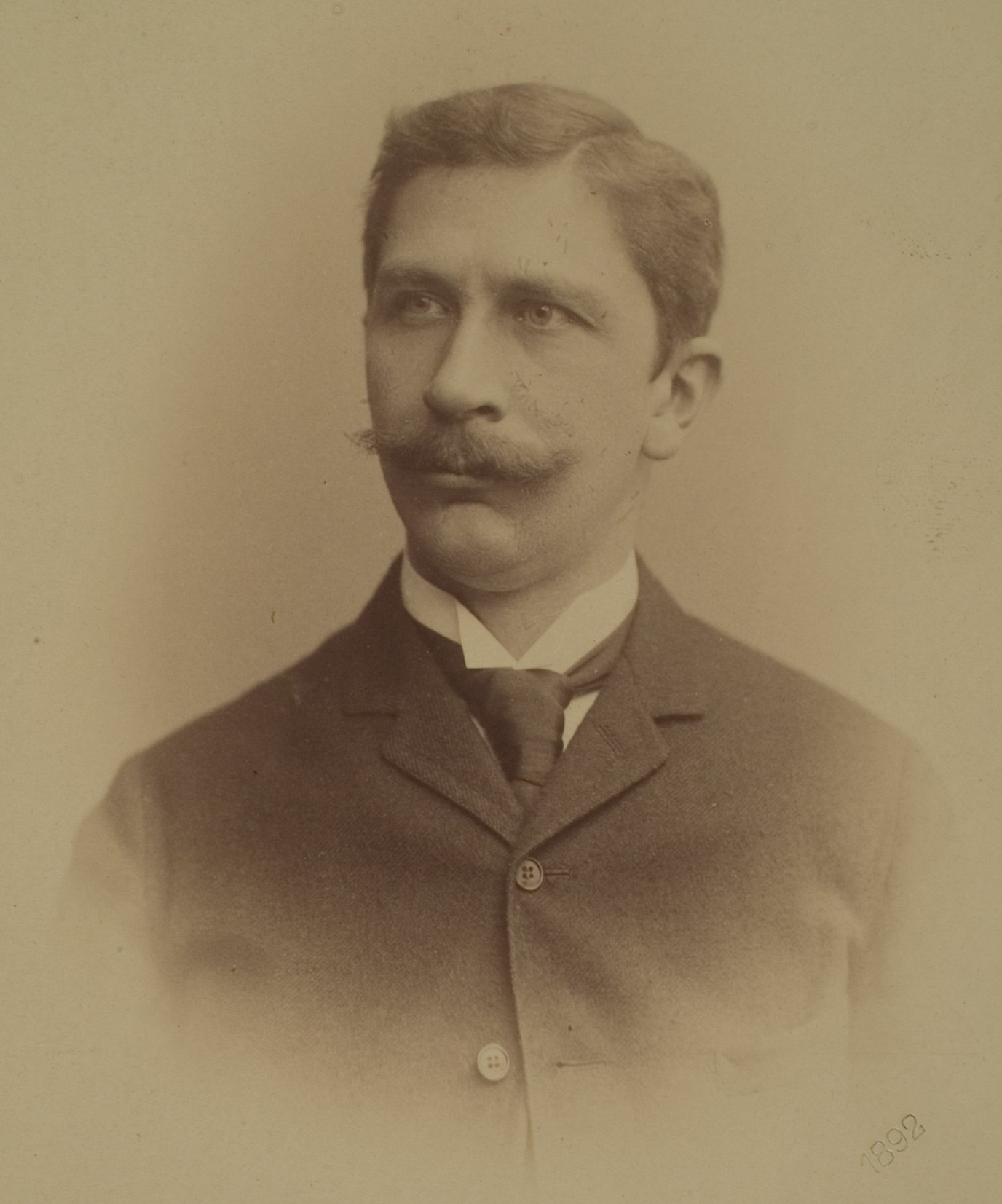
Rudolf Ernst Brünnow (1892)

Rudolf Ernst Brünnow (* 7. Februar 1858 in Ann Arbor, Michigan; † 14. April 1917 in Bar Harbor, Maine) war ein deutsch-amerikanischer Orientalist und Philologe.

## Leben
Der Sohn des aus Berlin stammenden Astronomen Franz Friedrich Ernst Brünnow kam während dessen mehrjährigem Aufenthalt in den USA zur Welt. 1863 kehrte er mit seinem Vater nach Europa zurück. 1882 wurde er an der Universität Straßburg zum Doktor der Philosophie promoviert.
In den Jahren 1897 und 1898 unternahm er zusammen mit Alfred von Domaszewski zwei Reisen nach Arabien, um neue Erkenntnisse über die ehemals römische Provinz Arabia Petraea zu gewinnen. Dabei vermaßen sie die Ruinenstätte Petra und fertigten die erste moderne Karte dieser einstigen Hauptstadt des Nabatäerreichs an.
Im Jahr 1910 übernahm Brünnow den Lehrstuhl für Semitische Sprachen am Princeton College. Außer dem Deutschen und Englischen beherrschte er das Französische, Altgriechische, Lateinische, Türkische und Assyrische.

## Schriften
- Die Charidschiten unter den ersten Omayyaden (1884) online auf archive.org
- A Classified List of all Simple and Compound Cuneiform Ideographs Occurring in the Texts Hitherto Published (I-III, 1887–88)
- mit Alfred von Domaszewski: Die Provincia Arabia auf Grund zweier in den Jahren 1897 und 1898 unternommenen Reisen und der Berichte früherer Reisender beschrieben,  3 Bände, Straßburg 1904–1909 (Digitalisat Band 3).
- Chrestomathie aus arabischen Prosaschriftstellern (1895) online auf archive.org
- Rudolf Brünnows arabische Chrestomathie aus Prosaschriftstellern. In zweiter Auflage völlig neu bearbeitet und herausgegeben von August Fischer. Berlin: Reuther und Richard 1913. (POrta Linguarum Orientalium. Sammlung von Lehrbüchern. Band XVI.) (Nachdrucke Leipzig: VEB Verlag Enzyklopädie 1974 und in Wiesbaden: Harrassowitz 2008.)
- Al-Juz' al-hadi wa-al-'ishrun min Kitab al-Aghani by Abu al-Faraj al-Isbahani, 897 or 8-967(1888); Lidin Matba' Bril; Contributor Robarts - University of Toronto (Arabisch) archive.org